# Carpentras (quận)
Quận Carpentras là một quận của Pháp, nằm ở tỉnh Vaucluse, ở Provence-Alpes-Côte d'Azur. Quận này có 8 tổng và 58 xã.

## Các đơn vị hành chính

### Các tổng
Các tổng của quận Carpentras là: 
1. Beaumes-de-Venise
2. Carpentras-Nord
3. Carpentras-Sud
4. Malaucène
5. Mormoiron
6. Pernes-les-Fontaines
7. Sault
8. Vaison-la-Romaine

### Các xã
Các xã của quận Carpentras, và mã INSEE là: 
| 1. Althen-des-Paluds (84001)           | 2. Aubignan (84004)                      | 3. Aurel (84005)                     |
| 4. Beaumes-de-Venise (84012)           | 5. Beaumont-du-Ventoux (84015)           | 6. Blauvac (84018)                   |
| 7. Brantes (84021)                     | 8. Buisson (84022)                       | 9. Bédoin (84017)                    |
| 10. Cairanne (84028)                   | 11. Caromb (84030)                       | 12. Carpentras (84031)               |
| 13. Crestet (84040)                    | 14. Crillon-le-Brave (84041)             | 15. Entraigues-sur-la-Sorgue (84043) |
| 16. Entrechaux (84044)                 | 17. Faucon (84045)                       | 18. Flassan (84046)                  |
| 19. Gigondas (84049)                   | 20. La Roque-Alric (84100)               | 21. La Roque-sur-Pernes (84101)      |
| 22. Lafare (84059)                     | 23. Le Barroux (84008)                   | 24. Le Beaucet (84011)               |
| 25. Loriol-du-Comtat (84067)           | 26. Malaucène (84069)                    | 27. Malemort-du-Comtat (84070)       |
| 28. Mazan (84072)                      | 29. Modène (84077)                       | 30. Monieux (84079)                  |
| 31. Monteux (84080)                    | 32. Mormoiron (84082)                    | 33. Méthamis (84075)                 |
| 34. Pernes-les-Fontaines (84088)       | 35. Puyméras (84094)                     | 36. Rasteau (84096)                  |
| 37. Roaix (84098)                      | 38. Sablet (84104)                       | 39. Saint-Christol (84107)           |
| 40. Saint-Didier (84108)               | 41. Saint-Hippolyte-le-Graveyron (84109) | 42. Saint-Léger-du-Ventoux (84110)   |
| 43. Saint-Marcellin-lès-Vaison (84111) | 44. Saint-Pierre-de-Vassols (84115)      | 45. Saint-Romain-en-Viennois (84116) |
| 46. Saint-Roman-de-Malegarde (84117)   | 47. Saint-Trinit (84120)                 | 48. Sarrians (84122)                 |
| 49. Sault (84123)                      | 50. Savoillan (84125)                    | 51. Suzette (84130)                  |
| 52. Séguret (84126)                    | 53. Vacqueyras (84136)                   | 54. Vaison-la-Romaine (84137)        |
| 55. Velleron (84142)                   | 56. Venasque (84143)                     | 57. Villedieu (84146)                |
| 58. Villes-sur-Auzon (84148)           |                                          |                                      |